# Робітнича партія Курдистану

Прапор РПК, який використовують з 2005 року

Робітнича партія Курдистану (РПК курд. Partiya Karkeren Kurdistan - PKK, з січня 2000 — Демократичний народний союз, з 4 квітня 2002 зветься Конгрес свободи й демократії Курдистану (KADEK)) — курдська політична організація, утворена 27 листопада 1978 як марксистсько-ленінська (з маоїстським ухилом) підпільна група. 12 травня 2025 року РПК оголосила про роззброєння та саморозпуск у рамках ініціативи примирення з Туреччиною. 

## Історія
В 1978–1980 відзначилася, головним чином, рядом акцій проти курдських націоналістичних партій («реакційних» з її точки зору) і «феодалів» (представників духовної й світської традиційної курдської еліт), що породило підозри, що партія створена турецькими спецслужбами. Після військового перевороту 1980 майже все керівництво партії було арештовано, але Абдуллі Оджалану на ймення «Апо» («Дядько») і ряду партійців удалося втекти в Сирію, де вони були взяті під опіку сирійською спецслужбою «Мухабаррат».
РПК створила свою штаб-квартиру в долині Бекаа (Ліван) і одержала можливість тренуватися в таборах Організації визволення Палестини. Гаслом партії було проголошене створення «єдиного, незалежного, демократичного Курдистану».
В 1984 РПК оголошує війну уряду Туреччини. Першою бойовою акцією РПК стало захоплення партизанськими загонами 15 серпня 1984 міста Ерух, із цього часу організація веде безперервну збройну боротьбу. РПК орієнтується переважно на партизанську тактику ведення бойових дій. Бойові загони РПК беруть участь у зіткненнях з підрозділами турецької армії й поліції на населеній курдами території південно-східної Туреччини, прагнуть здійснювати контроль над населеними курдами містами й селами.
В 1990-х рр. прибічники Оджалана мали вже багатотисячну партизанську армію (яка мала назву Народна Визвольна Армія Курдистану — (ARGK)), і розгалужені політичні структури, об'єднані в Курдистанський Національний Фронт Визволення (Eniye Rizgariye Nevata Kurdistan — ENRK). Армія складалась із професійних партизанів, з добре обладнаними базами у важкодоступних високогірних областях. Політичні структури РПК жорстко контролювали курдське суспільство як у самій Туреччині, так і в європейській діаспорі, збираючи данину із усіх курдських бізнесменів і жорстко (до вбивств) припиняючи всяке інакомислення. У результаті РПК мала у своєму розпорядженні великий бюджет, який пускала в обіг через підконтрольних партії бізнесменів; є також відомості про причетність партії до торгівлі наркотиками. Основними бойовими цілями були урядові сили безпеки в Туреччині, але РПК була також активна й у Західній Європі, діючи проти турецьких об'єктів.
РПК проводила напади на Турецькі дипломатичні й комерційні установи в багатьох країнах Західної Європи в 1993 році й навесні 1995 року. Намагаючись підірвати індустрію туризму Туреччини, Робоча партія Курдистану підривала туристичні об'єкти й викрадала іноземних туристів; втім, проти туристичної індустрії вона діяла рідко й непослідовно, а методи «сліпого терору» з масовими жертвами серед мирного населення партією не застосовувалися. Популярність РПК пояснюється почуттям курдського патріотизму й відчуттям національного приниження й нерівноправності курдів у Туреччині; однак при цьому ідеологія й практика партії носять чітко тоталітарний характер.
В 1998 році РПК втратилася підтримки Сирії, а незабаром після цього за наказом арештованого Абдулли Оджалана припинила бойові дії; однак в 2005—2006 роках бойові акції іноді відновлюються. При цьому основні табори РПК розміщені в Іракському Курдистані й РПК перебуває в неоднозначних відносинах з американськими військовими й місцевою курдською владою. В Іракському Курдистані існує думка, що бойові акції, що періодично відновлюються РПК у Туреччині, є справою рук турецьких спецслужб з метою одержати привід для введення військ на територію курдського державного утворення.

## Інші курдські партії
В грудні 2012 була створена партія Худа-Пар (англ. Huda-Par, намір, на Божому шляху), яку можна назвати «ісламсько-курдською». Нова партія створена на основі забороненої неурядової організації Мустазаф-Дер. Як модель, були обрані Хезболла, ХАМАС, та Брати-мусульмани.